# Salem (televisieserie)
Salem is een Amerikaanse fictiereeks geïnspireerd door de heksenprocessen van Salem in 1692 en 1693. De serie was op 20 april 2014 het eerst te zien op de Amerikaanse kabelzender WGN America, en anno 2016 zijn er drie seizoenen van gemaakt.
Salem werd goed ontvangen, met scores van 72% bij IMDb en 49% – voor het eerste seizoen – bij Metacritic.

## Verhaal
Het verhaal speelt zich af aan het einde van de 17e eeuw, in het puriteinse plaatsje Salem. Mary raakt zwanger van John, vlak voordat die deelneemt aan de Oorlog van koning Willem. Mary gelooft dat hij is omgekomen en trouwt later met de rijke George Sibley.
Zeven jaar later komt John plots terug. Op dat moment is in Salem een heksenjacht aan de gang. Wat John niet weet, is dat Mary werkelijk een heks is, die haar man George volledig in haar macht heeft. Ze stuurt de hysterie zodat de puriteinen elkaar doden, zodat zij de touwtjes in Salem in handen krijgt.

## Rolverdeling
- Janet Montgomery als Mary Sibley, de heks.
- Shane West als kapitein John Alden, Mary's jeugdliefde.
- Seth Gabel als Cotton Mather.
- Elise Eberle als Mercy Lewis.
- Tamzin Merchant als Anne Hale.
- Ashley Madekwe als Tituba, de slavin.
- Iddo Goldberg als Isaac Walton.
- Jeremy Crutchley als Hathorne.
- Xander Berkeley als John Hale, de magistraat.
- Oliver Bell als John.
- Joe Doyle als baron Sebastian von Marburg.